# Glatt stjärnhimmelsbock

Glatt stjärnhimmelsbock (Anoplophora glabripennis) är en skalbaggsart som lever i lövträd. Tidigare kallades denna art ofta för "Asiatisk långhorning". Den beskrevs först av Victor Ivanovitsch Motschulsky 1854.  Anoplophora glabripennis ingår i släktet Anoplophora och familjen långhorningar.
Vuxna exemplar är utan antenner 25 till 35 mm långa och antennerna når en längd av 25 till 80 mm. Kroppen är svart med flera glest fördelade ljusa fläckar.
Skalbaggens larver angriper lövträd genom att borra sig fram i veden. Om larvantalet blir stort försvagas trädet och dör då lätt genom angrepp av andra insekter. Flera nära släktingar till den asiatiska långhorningen förekommer i Finland och angriper både löv- och barrträd, men främst träd med nedsatt motståndsförmåga.
Skalbaggens larver förekommer i förpackningsmaterial från Fjärran Östern, i Finland främst i träförpackningar för sten.
I Asien förekommer arten åtminstone i Kina, Japan och Sydkorea. I Finland har en förekomst i Vanda avgränsats 2016. I Frankrike påträffades den 2008 (i Alsace) och den finns eller har påträffats också åtminstone i Italien, Nederländerna, Schweiz, Storbritannien, Tyskland, Österrike och USA. Arten kräver värme och fukt, men har lyckats föröka sig i Finland. Arten har ej påträffats i Sverige. Denna art är en karantänsskadegörare som har potential att orsaka omfattande skadegörelse och alla misstänkta fynd av den ska därför rapporteras till Jordbruksverket.  Inga underarter finns listade i Catalogue of Life.

## Bildgalleri

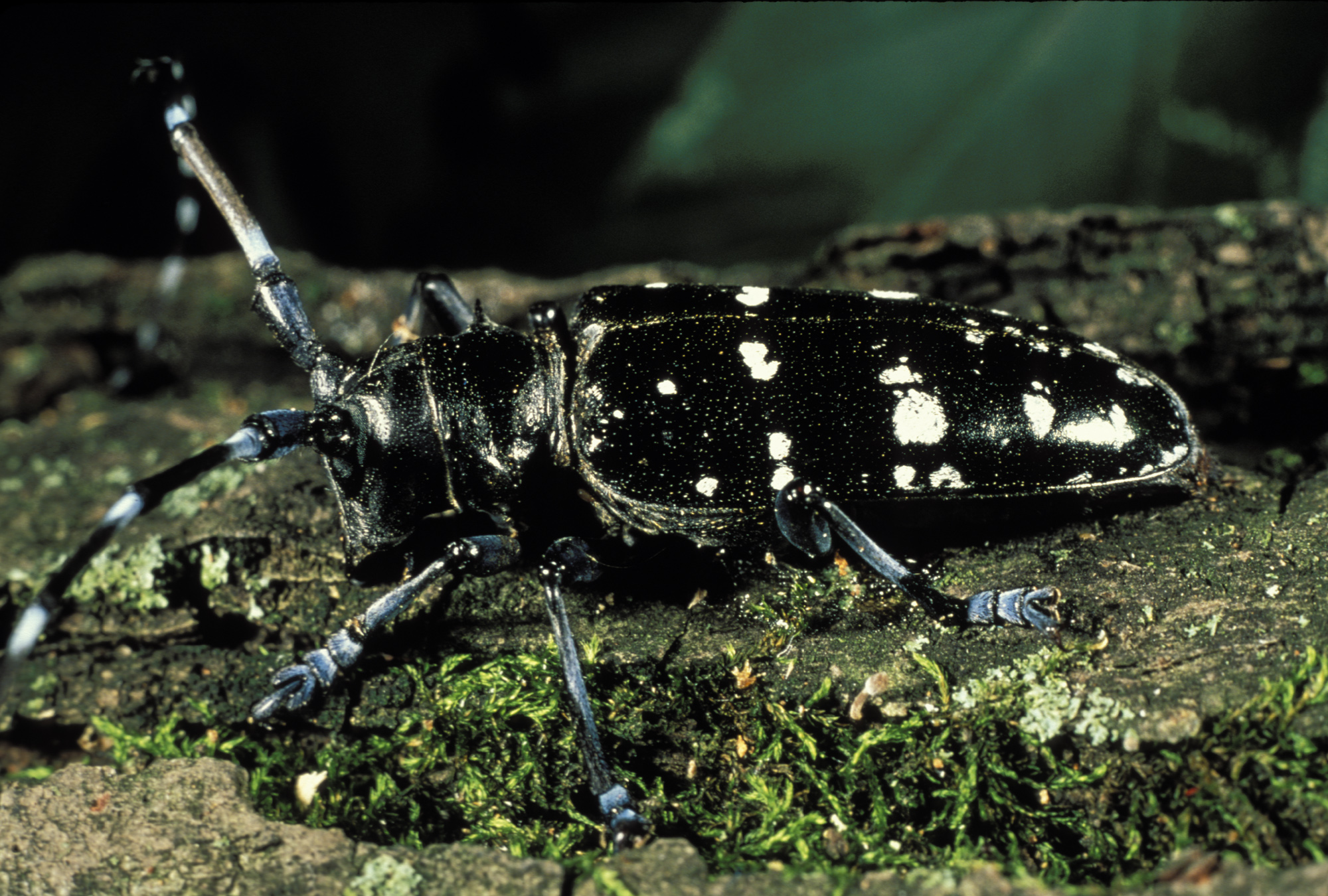
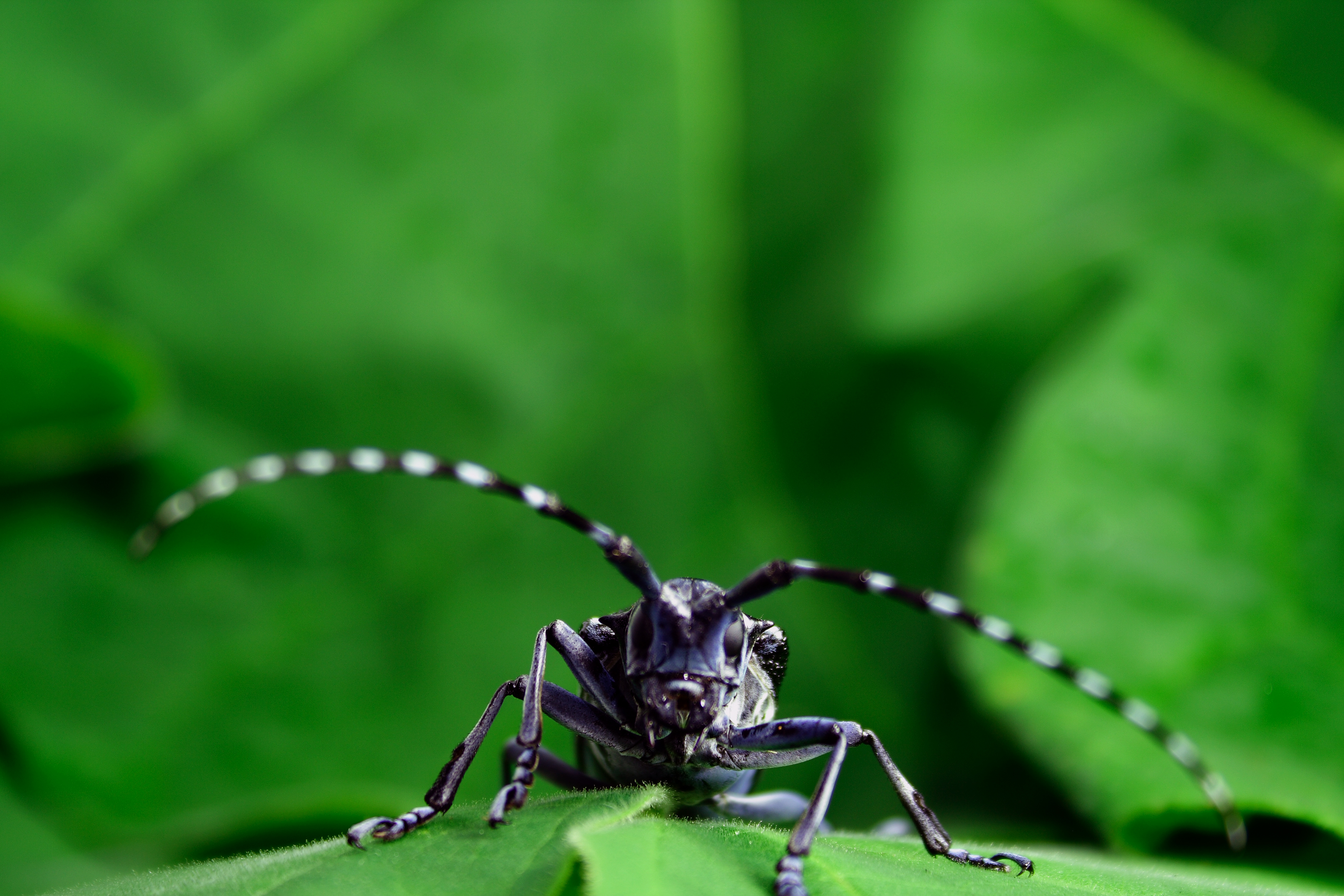
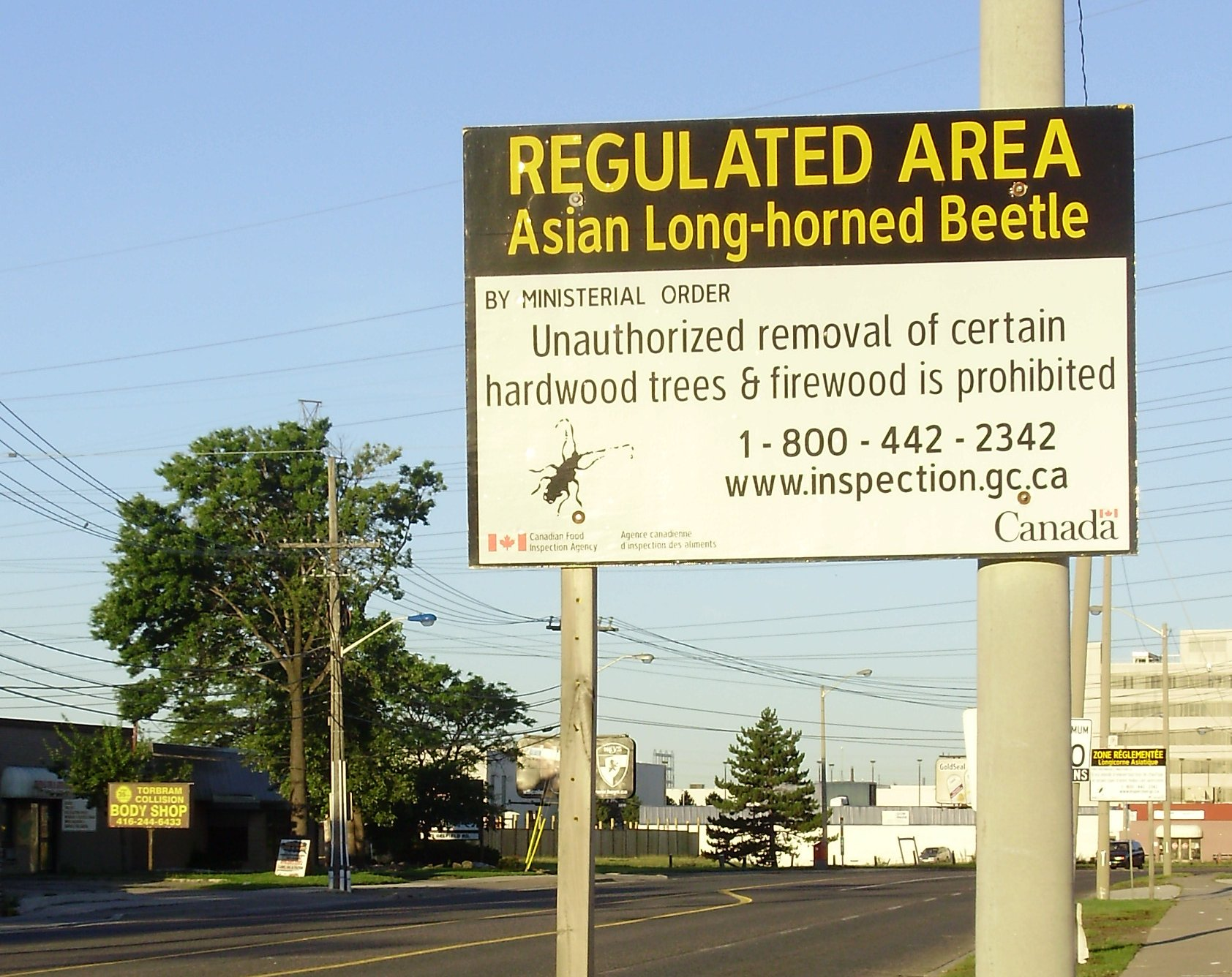